# Lungime Planck
În fizică, lungimea Planck, notată ℓP, este o unitate de lungime, egală cu 1.616229(38)×10−35 metri. Este o unitate de bază în sistemul de unități Planck, dezvoltată de fizicianul Max Planck. Lungimea Planck poate fi definită din trei constante fizice fundamentale: viteza luminii în vid, constanta Planck, și constanta gravitațională.

## Valoarea
Lungimea Planck ℓP este definită ca:
{\displaystyle \ell _{\mathrm {P} }={\sqrt {\frac {\hbar G}{c^{3}}}}\approx 1.616\;229(38)\times 10^{-35}\ \mathrm {m} }
unde:
c = viteza luminii în vid,
G este constanta gravitațională,
ħ este constanta Planck redusă.
Cele două cifre delimitate prin paranteze reprezintă standardul de eroare estimat, asociat cu valoarea numerică raportată.{\displaystyle }Lungimea Planck este de aproximativ 10−20 de ori diametrul unui proton.
Acesta poate fi definit folosind raza ipoteticei Particule Planck.

## Măsurarea lungimii Planck
În 2017 a fost sugerat de către E. Haug că lungimea Planck pot fi măsurate indirect, independent de orice cunoaștere constantei gravitaționale a lui Newton, de exemplu, utilizarea unui Aparat Cavendish. Mai mult, se pare ca eroarea în cazul măsurării lungimii Planck, trebuie să fie exact jumătate din eroarea de măsurare a constantei gravitaționale a lui Newton. Care este eroarea măsurată în procente, de asemenea cunoscută ca incertitudinea relativă standard. Acest lucru este în conformitate cuincertitudinea standard relativă raportată de către NIST, care pentru constanta gravitațională este de {\displaystyle 4.7\times 10^{-5}} și pentru lungimea Planck este de {\displaystyle 2.3\times 10^{-5}}.

## Istoric
În 1899 Max Planck a sugerat că a existat unele unități fundamentale naturale pentru lungime, masă, timp și energie. Aceste sunt derivate folosind analiza dimensională, folosind doar constanta gravitațională a lui Newton, viteza luminii și constanta Planck. Unitățile naturale pe care el le-a derivat mai târziu, au devenit cunoscute sub numele de "lungimea Planck", "masa Planck", "timpul Planck" și "energia Planck".

## Semnificația teoretică
Lungimea Planck este scara la care efectele cuantice ale gravitației se consideră că încep să fie evidente, caz în care analiza interacțiunilor are nevoie de o teorie a gravitației cuantice. Aria Planck reprezintă cu cât se mărește suprafața unei găuri neagre, atunci când gaura neagră înghite un bit de informație.
Lungimea Planck este uneori greșit înțeleasă ca fiind lungimea minimă spațiu-timp, dar acest lucru nu este acceptat de către fizica convențională, deoarece acest lucru ar necesita încălcarea sau modificarea Simetriei Lorentz. Cu toate acestea, anumite teorii cum este cea a gravitației cuantice în buclă, încearcă să stabilească o lungime minimă pe scara lungimii Planck, deși nu neapărat lungimea Planck în sine, sau încearcă să stabilească lungimea Planck ca fiind o constantă observator, cunoscută sub numele de relativitate specială dublă.
Corzile din teoria coardelor sunt modelate pentru a fi la dimensiunea lungimii Planck. În teoriile dimensiunilor extralargi, lungimea Planck nu are nici o semnificație fizică fundamentală, iar efectele gravitaționale cuantice apar la alte scale.

## Lungimea Planck și geometria Euclidiană
Câmpul gravitațional realizează oscilații de punct-zero, iar geometria asociată acestuia oscilează de asemenea. Raportul dintre circumferință și rază, variază în jurul valorii Euclidiene. Cu cât este mai mică scala, cu atât este mai mare deviația de la Geometria Euclidiană. Să estimăm lungimea de undă a oscilațiilor gravitaționale de punct zero, la care geometria devine complet diferită de cea Euclidiană. Gradul de deviere {\displaystyle \zeta } a geometriei față de geometria Euclidiană, în câmp gravitațional este dterminată de raportul dintre potențialul gravitațional {\displaystyle \varphi } și pătratul vitezei luminii {\displaystyle c}: {\displaystyle \zeta =\varphi /c^{2}}. Când {\displaystyle \zeta \ll 1}, geometria este inclusă în geometria Euclidiană; pentru {\displaystyle \zeta \sim 1}, toate similitudinile dispar. Energia oscilației scalei {\displaystyle l} este egală cu {\displaystyle E=\hbar \nu \sim \hbar c/l} (unde {\displaystyle c/l} reprezintă frecvența oscilații). Potențialul gravitational creat de masa{\displaystyle m}, la această lungime, este {\displaystyle \varphi =Gm/l}, unde {\displaystyle G} este constanta universală a gravitației. Pe {\displaystyle m} trebuie să-l înlocuim cu o masă, care conform Formulei lui Einstein, corespunde energiei {\displaystyle E} (unde {\displaystyle m=E/c^{2}}). Obținem {\displaystyle \varphi =GE/l\,c^{2}=G\hbar /l^{2}c}. Împărțind această expresie la {\displaystyle c^{2}}, obținem valoare deviației {\displaystyle \zeta =G\hbar /c^{3}l^{2}=\ell _{P}^{2}/l^{2}}. Făcând {\displaystyle \zeta =1}, aflăm lungimea la care geometria Euclidiană este complet distorsionată. Aceasta este egală cu lungimea Planck: {\displaystyle \ell _{P}={\sqrt {G\hbar /c^{3}}}\approx 10^{-35}\mathrm {m} }.
După cum s-a observat în  "pentru regiunea spațiotemporară cu dimensiunea {\displaystyle l} Christoffel {\displaystyle \Delta \Gamma } este de ordinul {\displaystyle \ell _{P}^{2}/l^{3}}, și incertitudinea tensorului metric {\displaystyle \Delta g} este de ordinul {\displaystyle \ell _{P}^{2}/l^{2}}. Dacă {\displaystyle l} este o lungime macroscopică, limitările cuantice sunt fantastic de mici și pot fi neglijate, chiar și la scară atomică. Dacă valoarea {\displaystyle l} este comparabilă cu {\displaystyle \ell _{P}}, atunci menținerea conceptului anterior de spațiu, devine din ce în ce mai dificil, iar influența micro-curburilor devine evidentă". Aici apare spuma cuantică. Spuma cuantică constă din găuri de vierme și mici găuri negre, de 10-20 de ori mai mici decât un proton. S-a arătat în  că micro găurile negre (spuma cuantică), este din punct de vedere energetic mult mai avantajoasă în spațiul tridimensional. Aceasta, cel mai probabil, predetermină tridimensionalitatea spațiului observat.

## Vizualizare
Dimensiunea lungimii Planck poate fi vizualizată după cum urmează: dacă o particulă sau un punct de aproximativ 0.005 mm (care este de aceeași mărime ca un bob de nisip fin) este mărită în dimensiune pentru a fi la fel de mare ca universul observabil, atunci, în acel univers cu dimensiunea unui "punct", lungimea Planck ar fi cam de dimensiunea unui punct real de 0.005 mm. Cu alte cuvinte, un punct de 0.005 mm este la jumătatea distanței dintre lungimea Planck și dimensiunea universului observabil pe o scară logaritmică. Acestea fiind spuse, încercarea de a vizualiza la o scară arbitrară un punct de 0.005 mm este doar un punct de joncțiune. Cu nici un cadru fix de referință pentru timp sau spațiu, în care unitățile spațiale se contractă spre secțiuni spațiale infinit de mici, iar timpul se intinde spre infinit, scara se descompune. Invers, când spațiul este întins și timp este comprimat, scara se reglează alt mod, în conformitate cu raportul {\displaystyle V^{2}/C^{2}} (transformare Lorentz).